# EMCF
Европейский многосторонний клиринговый фонд (EMCF) — расчётная палата, базировавшаяся в Нидерландах, для операций с акциями, проводимых на фондовых биржах или многостороннем торговом центре по всей Европе.
Организация была создана после принятия Европейским союзом правил Директивы о рынках финансовых инструментов (MiFID), разрешающих конкуренцию за клиринговые услуги. EMCF помогла снизить стоимость клиринга внутри Европы, поскольку напрямую конкурировала с установленными клиринговыми палатами в каждом государстве-члене, вынуждая их снижать цены.

## История
Европейское законодательство MiFID, введенное в действие в ноябре 2007 года, вынудило поставщиков ордеров направлять свои потоки в место наилучшего исполнения. EMCF был создан для обслуживания рынка торговли ценными бумагами после введения MiFID. Конкуренция в этой области вынудила европейских клиринговых компаний снизить комиссии. EMCF и ее конкуренты несколько раз снижали комиссии за клиринг.
В 2007 году Chi-X Europe назначила EMCF своим центральным контрагентом. В настоящее время EMCF предлагала услуги BATS Europe, Burgundy AB, CATS os, Chi-X- Europe, First North Securities, NasdaqOMX Nordic (Дания, Финляндия и Швеция), котировочной MTF и Машине заказов (TOM).
Также в 2008 году nasdaq приобрела 22-процентную долю в EMCF у Fortis Bank Nederland Holding N.V.
В 2008 году, после близкого банкротства Fortis, Европейский центральный контрагент предложил клиринг сделок взамен услуг EMCF. Правительство Нидерландов национализировало Fortis, чтобы предотвратить его крах, и EMCF стала частью ABN AMRO.
В 2013-2014 годах EMCF объединилась с EuroCCP Ltd. с образованием новой компании EuroCCP.